# Институт геологии Коми научного центра УРО РАН
Институт геологии Коми научного центра Уральского отделения РАН (ИГ ФИЦ Коми НЦ УрО РАН) — научный геологический институт входящий в Федеральный исследовательский центр «Коми научный центр Уральского отделения Российской академии наук».

## История
В 1939 году была образована Сыктывкарская группа Северной базы Академии наук СССР.
Институт был организован на основе созданного в 1944 году под руководством А. А. Чернова Сектора геологии Базы АН СССР.
В октябре 1949 года Коми база АН СССР была преобразована в Коми филиал АН СССР.
В 1958 году был создан Институт геологии.
21 мая 1968 года был создан Геологический музей имени А. А. Чернова, его создателем и первым руководителем был М. В. Фишман.

### Официальные названия
Институт менял свои названия:
- 1958 — Институт геологии Коми филиал АН СССР
- 1987 — Институт геологии Коми НЦ АН СССР
- 1991 — Институт геологии Коми НЦ УрО РАН
- 2018 — Институт геологии имени академика Н. П. Юшкина Федерального исследовательского центра «Коми научный центр Уральского отделения Российской академии наук».

### Руководство
Директора по году назначения:
- 1958 — Ивенсен, Юрий Павлович
- 1962 — Фишман, Марк Вениаминович, и. о. в 1961[3]
- 1985 — Юшкин, Николай Павлович, и. о. в 1985
- 2008 — Асхабов, Асхаб Магомедович
- 2017 — Бурцев, Игорь Николаевич (врио).

### Диссертационный совет
С 1992 года в институте работает диссертационный совет.
Защита докторской диссертации Ю. Л. Войтеховского в 1998 году:

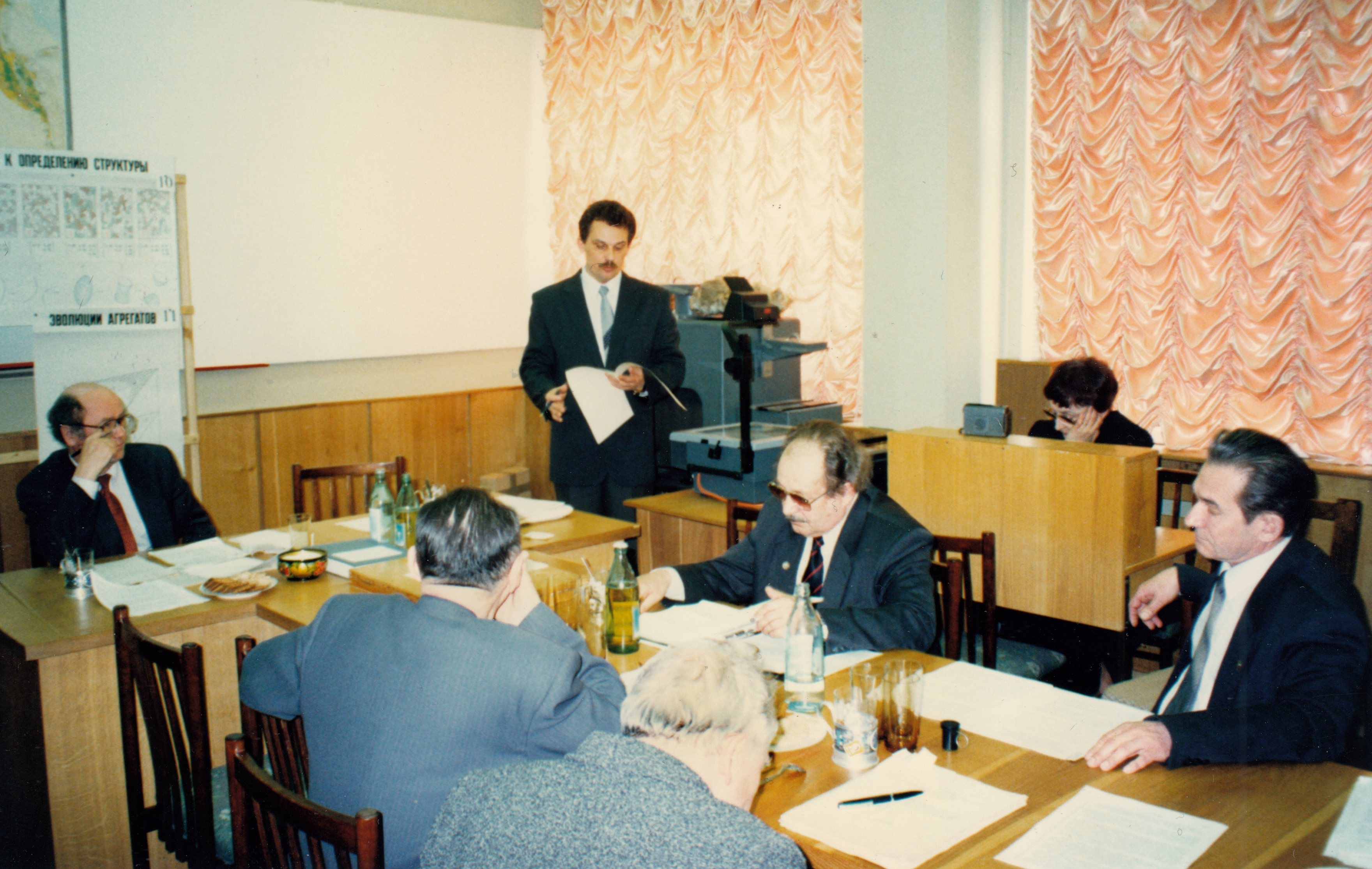
Научный консультант Н. П. Юшкин
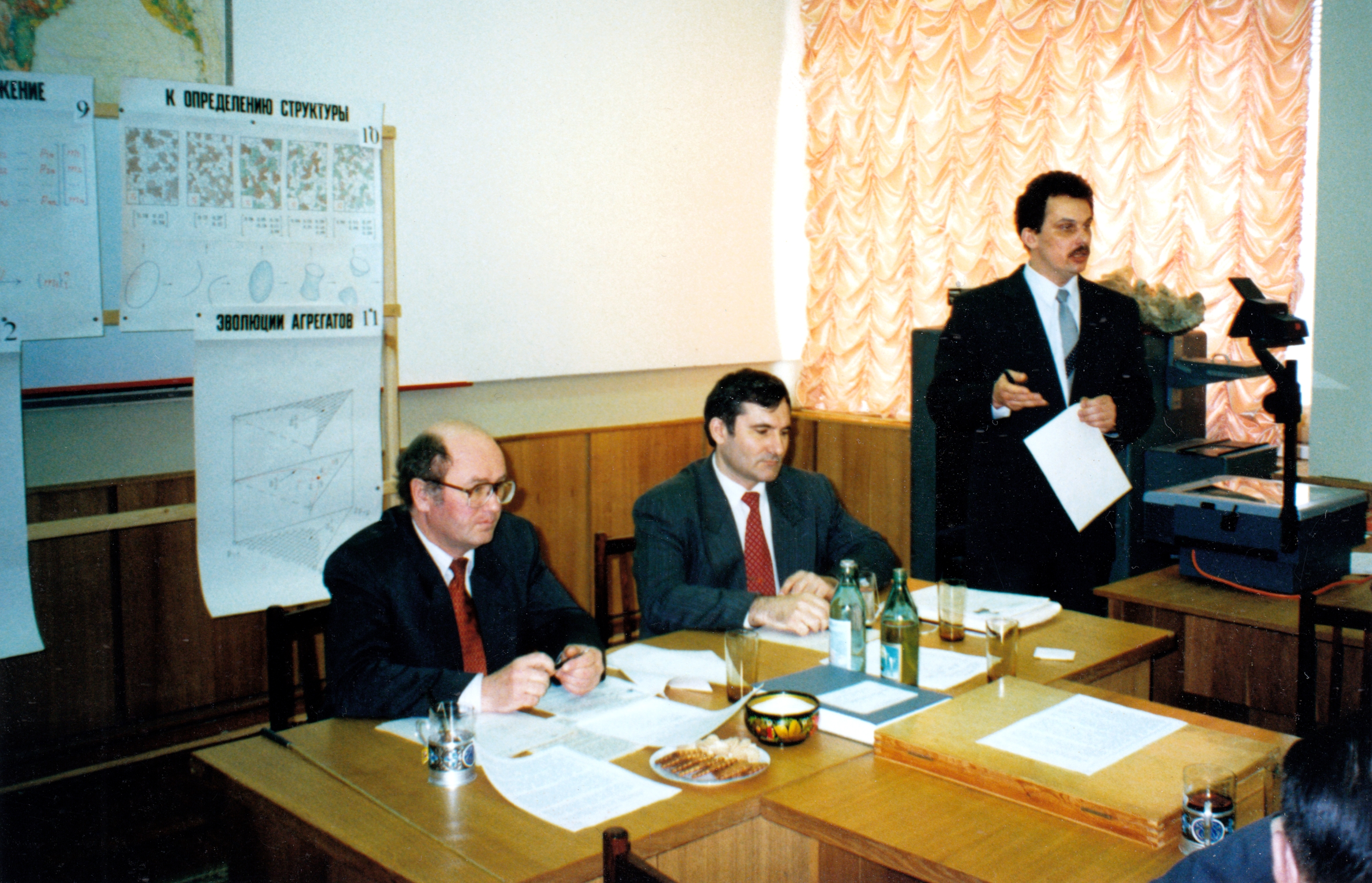
Учёный секретарь диссовета А. Б. Макеев
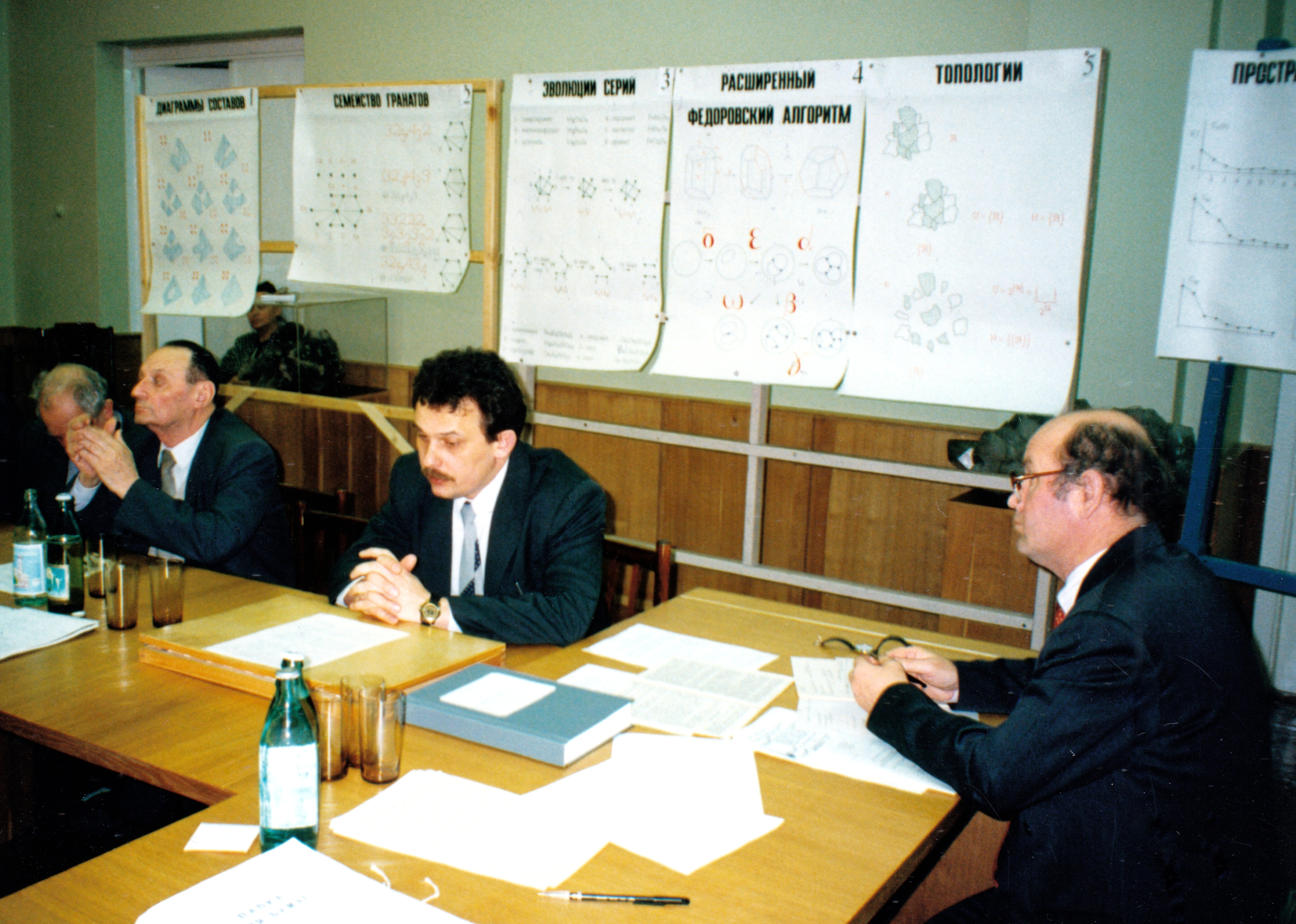
А. М. Пыстин, М. В. Фишман

## Современная структура
В институте 14 лабораторий, музей и вспомогательные группы:
- Лаборатория региональной геологии
- Лаборатория стратиграфии
- Лаборатория геологии кайнозоя
- Лаборатория петрографии
- Лаборатория минералогии
- Лаборатория экспериментальной минералогии
- Лаборатория минералогии алмаза
- Лаборатория геологии нефтегазоносных бассейнов
- Лаборатория органической геохимии
- Лаборатория литологии и геохимии осадочных формаций
- Лаборатория палеонтологии
- Лаборатория геофизическая обсерватория «Сыктывкар»
- Лаборатория минерально-сырьевых ресурсов
- Лаборатория технологии минерального сырья
- Лаборатория химии минерального сырья.
- Научная группа изотопной геохимии
- Геологический музей имени А. А. Чернова
- Издательско-информационный отдел
- другие группы.

Создан центр коллективного пользования «Геонаука».